# 楊再興 (歌仔戲)
楊再興（1928年3月6日—2008年3月21日），台灣民樂工作者、琴師，辭世，夫人楊秀卿是台灣歌仔（唸歌仔）表演藝術家，他長年擔任夫人的琴師，以大廣弦給她伴奏，楊秀卿的表演藝術能得到台灣中華民國教育部薪傳獎、2007年國家文藝獎等多項榮譽肯定，夫婿的胡琴立了大功。
他演奏大廣弦，夫人自彈月琴演唱，夫婦合作錄製許多台灣歌仔說唱專輯，包括1992年行政院文化建設委員會出版的《楊秀卿的台灣說唱》音樂光盤和專書；2006年入圍行政院新聞局第17屆金曲獎的《台灣唸歌》（2004年錄製出版）。
王振義向他學習大廣弦演奏藝術。